# Jaime Uriel Sanabria Arias
Jaime Uriel Sanabria Arias (ur. 17 kwietnia 1970 w Ciénega) – kolumbijski duchowny rzymskokatolicki, od 2016 wikariusz apostolski San Andrés y Providencia.

## Życiorys
Święcenia prezbiteratu przyjął 19 kwietnia 1994 i został inkardynowany do archidiecezji Tunja. Przez kilkanaście lat pracował jako duszpasterz parafialny. W 2008 został wikariuszem biskupim ds. inicjatyw duszpasterskich w archidiecezji.
16 kwietnia 2016 otrzymał nominację na wikariusza apostolskiego San Andrés i Providencia oraz biskupa tytularnego Burca. Sakry biskupiej udzielił mu 22 maja 2016 kard. Fernando Filoni.